# Vertrag von Lissabon (1859)

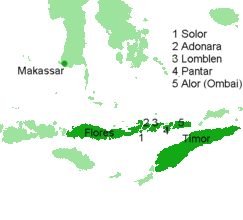
Portugiesische Einflusssphäre und Besitzungen auf den Kleinen Sundainseln im 16. und 17. Jahrhundert

Im Vertrag von Lissabon vom 20. April 1859 wurden die Aufteilung und der Austausch portugiesischer und niederländischer Besitzungen auf dem Solor- und Timorarchipel zwischen Portugal und den Niederlanden vereinbart. Es war die erste offizielle Einigung zwischen den beiden Kolonialmächten über die Gebietsaufteilung in Südostasien.

## Geschichte
Die Portugiesen hatten im 16. Jahrhundert erste Posten und Festungen in der Region errichtet. Hundert Jahre später begannen die Niederländer, diese portugiesischen Besitzungen anzugreifen und eigene Stützpunkte aufzubauen. Höhepunkt war der Niederländisch-Portugiesische Krieg (1624 bis 1661), in dessen Verlauf die Niederländer zum Beispiel Kupang in Westtimor eroberten. Doch auch später kam es immer wieder zu Kämpfen. 1749 scheiterte der portugiesische Versuch, Kupang zurückzuerobern, und fast der gesamte Westen Timors ging an die Niederländische Ostindien-Kompanie verloren.
1851 wurde von Niederländern und Portugiesen eine Kommission entsendet, die die Besitzstreitigkeiten klären sollte. Im Juli einigte sich der portugiesische Gouverneur José Joaquim Lopes de Lima mit dem niederländischen Gouverneur von Kupang Baron von Lynden in Dili über die kolonialen Grenzen auf den Kleinen Sundainseln. Darin wurden die portugiesischen Ansprüche auf den größten Teil Westtimors endgültig zu Gunsten der Niederländer aufgegeben, wofür die niederländische Enklave Maubara im Osten an Portugal ging. Außerdem wurden gleichzeitig der Ostteil Flores’, Solor, Pantar und Alor für 200.000 Florin an die Niederländer verkauft, jedoch ohne Autorisation der portugiesischen Regierung. Grund für die Eile war der akute Geldmangel der kolonialen Verwaltung in Dili. Die Beamten hatten seit zwei Jahren keinen Lohn mehr erhalten, das Kriegsschiff Mondego war reparaturbedürftig und Lopes de Lima wollte einige Schoner ankaufen, um den Handel wieder in Schwung zu bringen. Daher verlangte er auch eine sofortige Auszahlung einer ersten Rate von 80.000 Florins.
Gouverneur Lopes de Lima fiel in Ungnade und wurde abgesetzt, als Lissabon von dem Vertrag erfuhr. Auf der Rückreise nach Portugal verstarb Lopes de Lima in Batavia. Die portugiesische Regierung der Setembristen nutzte die Vereinbarung, um die cartistische Vorgängerregierung, zu deren Bewegung auch Lopes de Lima gehörte, mit Erfolg in der öffentlichen Meinung zu diffamieren. Es wurde sogar das Gerücht ausgestreut, Lima de Lopes sei mit dem Geld nach Amerika geflohen. Doch die als nationale Schande betrachteten Vereinbarungen konnten nicht rückgängig gemacht werden. In diesem Falle hätte man die 80.000 Florins plus Zinsen und zusätzlich die Kosten für die Verwaltung der Besitzungen auf Flores durch die Niederländer zurückzahlen sollen, was aufgrund der desolaten finanziellen Situation Portugals nicht möglich war. Zudem war Flores mit seinem Stützpunkt Larantuka keine lukrative Kolonie. Die dortigen Einnahmen von 50 Rupien pro Jahr hatten noch nicht mal ausgereicht, die kleine militärische Besatzung von sechs Soldaten mit sechs Kanonen im kleinen Fort zu unterhalten. Der einheimische Herrscher machte sogar schon gemeinsame Sache mit buginesischen Piraten. So gab es teils die Einschätzung, man hätte die Besitzung Larantuka aufgeben müssen, wenn Lopes de Lima sie nicht verkauft hätte. Und auch die militärischen und politischen Möglichkeiten Portugals, Larantuka erneut in Besitz zu nehmen, waren fragwürdig angesichts der niederländischen Dominanz in der Region. Ab 1854 wurden die Vereinbarungen über die Grenzen vom portugiesischen Außenminister Visconde de Athoguoa und dem Niederländer Linbourg van Rost neu verhandelt. Der Sekretär der portugiesischen Delegation Afonso de Castro berichtet, vor allem die voraussichtlich zu zahlende erhebliche Entschädigungssumme hätte die Portugiesen dazu bewogen, auf Larantuka schließlich entgegen dem Willen der Regierung, der öffentlichen Meinung und der Presse zu verzichten. Die Rechtmäßigkeit dieser niederländischen Forderungen zweifelte Castro allerdings an, da der Vertrag von 1851 nie ratifiziert wurde und die niederländische Besetzung Larantukas somit ungültig gewesen sei. Im Vertrag, der am 6. Oktober 1854 unterzeichnet wurde, stimmte Portugal trotzdem allen Punkten der Vereinbarung von 1851 zu.

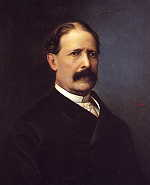
Fontes Pereira de Melo führte für Portugal die Verhandlungen von 1858/59

Der Vertrag von 1854 wurde allerdings von der niederländischen Regierung zurückgewiesen. Grund war die Frage der Konfessionen in den Gebieten, die getauscht werden sollten. Während die freie Religionsausübung im katholischen Flores vertraglich garantiert war, fehlte eine solche Vereinbarung für die Protestanten in Maubara. Ab 1858 folgte daher eine neue Verhandlungsrunde unter dem Vorsitz des Cartisten Fontes Pereira de Melo, dem späteren portugiesischen Ministerpräsidenten. Nun forderte Portugal die Abtretung Westtimors von den Niederlanden als Ausgleich für den Verlust der anderen Inseln des Archipels, und zusätzlich eines nicht näher definierten Gebietes in Afrika. Dies kann als Zeichen gewertet werden, wie wichtig Portugal die Änderung der unpopulären Vereinbarungen von 1851 war, zumal Castro trotz seiner zuvor abwertenden Beurteilung der Besitzungen auf den Kleinen Sundainseln nun große Vorteile für sein Land sah, sollte Portugal eine Besitzung in der Region haben, wie etwa die gesamte Insel Timor. Portugal konnte sich aber nicht durchsetzen, so dass im endgültigen Vertragsabschluss vom 20. April 1859 in Lissabon keine territorialen Änderungen mehr vorgenommen wurden. Afonso de Castro trat noch im selben Jahr das Amt des Gouverneurs von Portugiesisch-Timor an. Da 1859 wieder die Cartisten die Regierung übernahmen, verzögerte sich die Ratifizierung des Vertrages bis zum 18. August 1860. Fontes Pereira de Melo wurde in dieser Regierung Innenminister.
Der Vertrag von 1859 hatte einige Schwachpunkte: Mit Maucatar und Noimuti verblieb je eine Enklave ohne Meereszugang jeweils im Territorium der anderen Seite. Zudem waren die ungenauen Grenzen der timoresischen Reiche und ihre traditionellen Ansprüche Grundlage für die koloniale Grenzziehung. Erst 1916 sollten nach drei weiteren Verhandlungsrunden die endgültigen Grenzen auf Timor festlegt werden.

## Inhalt des Vertrages von 1859
Auf der Insel Timor wurde die neue Grenze quer durch die Insel gezogen. Die timoresischen Kleinreiche auf der portugiesischen Seite der Grenzlinie waren Cowa, Balibo, Lamaquitos (Lamakitu), Tafakay (Takay), Tatumea, Lookeu (Laukeu), Dakolo (Dacolo), Tamiru Eulalang (Eulaleng) und Suai.
Auf niederländischer Seite waren die Grenzgebiete Juanilo, Silawang, Tialarang (Tialara), Lamaksanulo, Lamakanée (Lamacanée), Naitumu (Nartimu), Manden, Dirma (Drima) und Lakékune (Lakecune).
Östlich der Grenze gehörte Timor zu Portugal, westlich zu den Niederlanden. Allerdings gab es noch einige Enklaven auf beiden Seiten. Maucatar (Calunie, Coluninene) blieb unter Oberhoheit der Niederlande, umschlossen von den zu Portugal gehörenden Reichen Lamaquitos, Tauterine, Follofail (Folofaix) und Suai. Im Westen blieben Oe-Cusse Ambeno und Noimuti bei Portugal.
Portugal erkannte die Oberhoheit der Niederlande über folgende Reiche auf Timor an: Ambassi, Bibico (Traynico, Waymico), Buboque (Reboki), Dirma, Tialarang, Lamakanée, Nira (Lidak), Juanilo, Mena und Tulgarite (Tolgarita).
Die Niederländer traten somit Maubara und Ambeno (Ambenu, Sutrana) an die Portugiesen ab, niederländische Ansprüche auf die Insel Atauro wurden aufgegeben.
Dafür übergab Portugal folgende Gebiete an die Niederlande: die Reiche von Larantuka, Sikka (Sika, Sica) und Paga mit ihren Vasallen auf der Insel Flores, das Reich von Woure auf der Insel Adonara und das Reich von Pamang Kaju auf der Insel Solor. Ansprüche auf andere Reiche auf diesen Inseln und auf den Inseln Lembata (Lomblen), Pantar (Quantar) und Alor (Ombai) musste Portugal aufgeben. Damit übernahmen die Niederlande die Herrschaft über diese und auch die zwei übrigen Inseln des Solorarchipels.
Zur Kompensation wurden Portugal die 80.000 niederländischen Florins überlassen, die Gouverneur Lopes de Lima 1851 erhalten hatte. Zusätzlich erhielt Portugal weitere 120.000 niederländische Florins.
Die Religionsfreiheit für die Einwohner der getauschten Gebiete wurde von beiden Seiten garantiert.

## Belege